# Гельмут Ґамс
Гельмут Ґамс (1893–1976) був центральноєвропейським ботаніком. Народився в Брно, дитиною переїхав до Цюриха. Він навчався в Цюріхському університеті, отримавши ступінь доктора філософії в 1918 році. Протягом своєї кар'єри він працював у Мюнхенському та Інсбрукському університетах. Проводячи дослідженням він бував на польових роботах у Європі та Азії. Він був геоботаніком, який спеціалізувався на асоціаціях різних видів мохів і лишайників між собою та навколишнім середовищем. Гамс запровадив терміни «біоценологія» та «фітоценологія» у своїй докторській дисертації 1918 року.
На честь Ґамса названі два види: Phacus gamsii і Rumex gamsii.